# 西藏轴脉蕨
西藏轴脉蕨（学名：Tectaria ingens）为叉蕨科叉蕨属下的一个种。

## 扩展阅读
- 維基物種上的相關：西藏轴脉蕨